# Happy
Happy är en låt av The Rolling Stones skriven bandets sångare Mick Jagger och bandets gitarrist Keith Richards främst skriven av Richards under sommaren 1971.
I låten spelar Keith Richards bas, gitarr och sång, Jim Miller på trummor, Bobby Keys på maracas och saxofon, Nicky Hopkins på piano, Jim Pris's på trumpet, Mick Taylor på gitarr och Mick Jagger medverkar med bakgrundssång.
Låten släpptes som singel med All Down the Line som B-sida som släpptes den 15 juli 1972 och på albumet Exile on Main St. som släpptes 12 maj 1972.